# عرب طبايا (لبنان)
بلدة طبايا أو مزرعة طبايا أو عرب طبايا هي إحدى القرى اللبنانية من قرى قضاء صيدا في جنوب لبنان.
تقع قرية عرب طبايا بالقرب من قرية عرب الجل قضاء صيدا وسكانها من المسلمين السنة.

## أصل التسمية
المرجح أن اسم البلدة كان بسبب طيبة أهلها وتقواهم, فكانوا من الأناس الطيبين والأتقياء, ولطالما تعرف بالكرم.

## السكان
يبلغ تعداد سكان بلدة طبايا من حوالي 2000 نسمة.

## اللغات
اللغة العربية الأم, واللهجة السائدة هي اللهجة اللبنانية العامية.

## الجغرافيا
تقع بلدة طبايا جنوب شرق صيدا, تحدها عنقون وحومين وعرب الجل, معظم أراضيها جبلية.

## الاقتصاد
يقصد معظم سكان البلدة مدينة صيدا للعمل, أما من يعمل داخل البلدة أو في جوارها فهم من عمال البناء عادة.

## الزراعة
على الرغم من أن الطبيعة الجغرافية لقرية طبايا غير قابلة للزراعة حيث أن معظم أراضيها جبلية وصخرية, إلا أن بعض الأهالي يقومون بزرع القمح في المواسم المناسبة كما السمسم, وما زال معظم أهلها يقومون بزراعة الفاصوليا العريضة والفول واللوبية والبامية, على الرغم من أن عدم توفر الماء يقف حاجزا أمام تطور الزراعة.